# بورجا مارتینز
بورجا مارتینز (انگلیسی: Borja Martínez؛ زادهٔ ۲ مارس ۱۹۹۴) بازیکن فوتبال اهل اسپانیا است.
از باشگاه‌هایی که در آن بازی کرده‌است می‌توان به باشگاه فوتبال هرکولس و باشگاه فوتبال الچه اشاره کرد.